# (18288) Nozdrachev
(18288) Nozdrachev est un astéroïde de la ceinture principale.

## Description
(18288) Nozdrachev est un astéroïde de la ceinture principale. Il fut découvert le 2 novembre 1975 à Naoutchnyï par Tamara Smirnova. Il présente une orbite caractérisée par un demi-grand axe de 2,89 UA, une excentricité de 0,16 et une inclinaison de 8,3° par rapport à l'écliptique.

## Compléments